# Zhourui Linchang
Zhourui Linchang (kinesiska: 洲瑞林场) är en administrativ enhet på sockennivå i sydöstra Kina. Den ligger i Dabu härad i staden Meizhou i provinsen Guangdong,  omkring 350 kilometer öster om provinshuvudstaden Guangzhou. Antalet invånare är 331. Befolkningen består av 164 kvinnor och 167 män. Barn under 15 år utgör 26,0 %, vuxna 15-64 år 58 %, och äldre över 65 år 14,0 %. Enheten administrerar ett skogsbruk.